# KV17

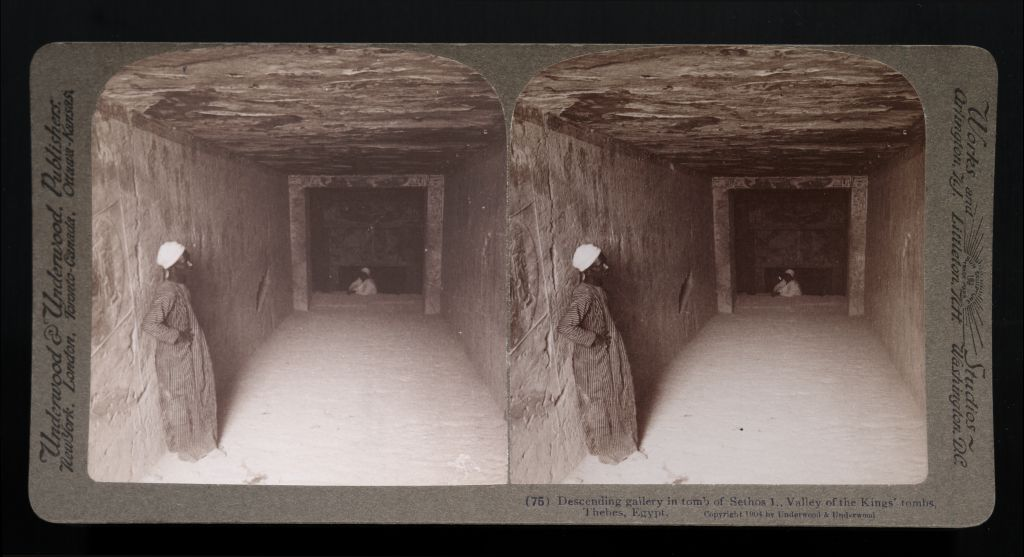
Korytarz wejściowy do grobowca Setiego I w 1904 r.

Grobowiec KV17 – grobowiec Setiego I, drugiego faraona z XIX dynastii starożytnego Egiptu. Jest najdłuższym i najwykwintniejszym grobowcem w egipskiej Dolinie Królów. Znany jest również jako Grobowiec Belzoniego od imienia swojego odkrywcy.
Grobowiec Setiego I został wykuty w skale, liczy 6 schodów, 4 sale kolumnowe i 16 innych pomieszczeń. Jest arcydziełem staroegipskiej architektury grobowej.
Grobowiec padał ofiarą szabrowników jeszcze przed jego odkryciem w czasach nowożytnych. Sarkofag Setiego I był otwarty, a wewnątrz nie było jego mumii. Zachowaną w doskonałym stanie mumię Setiego I znaleziono w skrytce DB-320 w 1881 r.

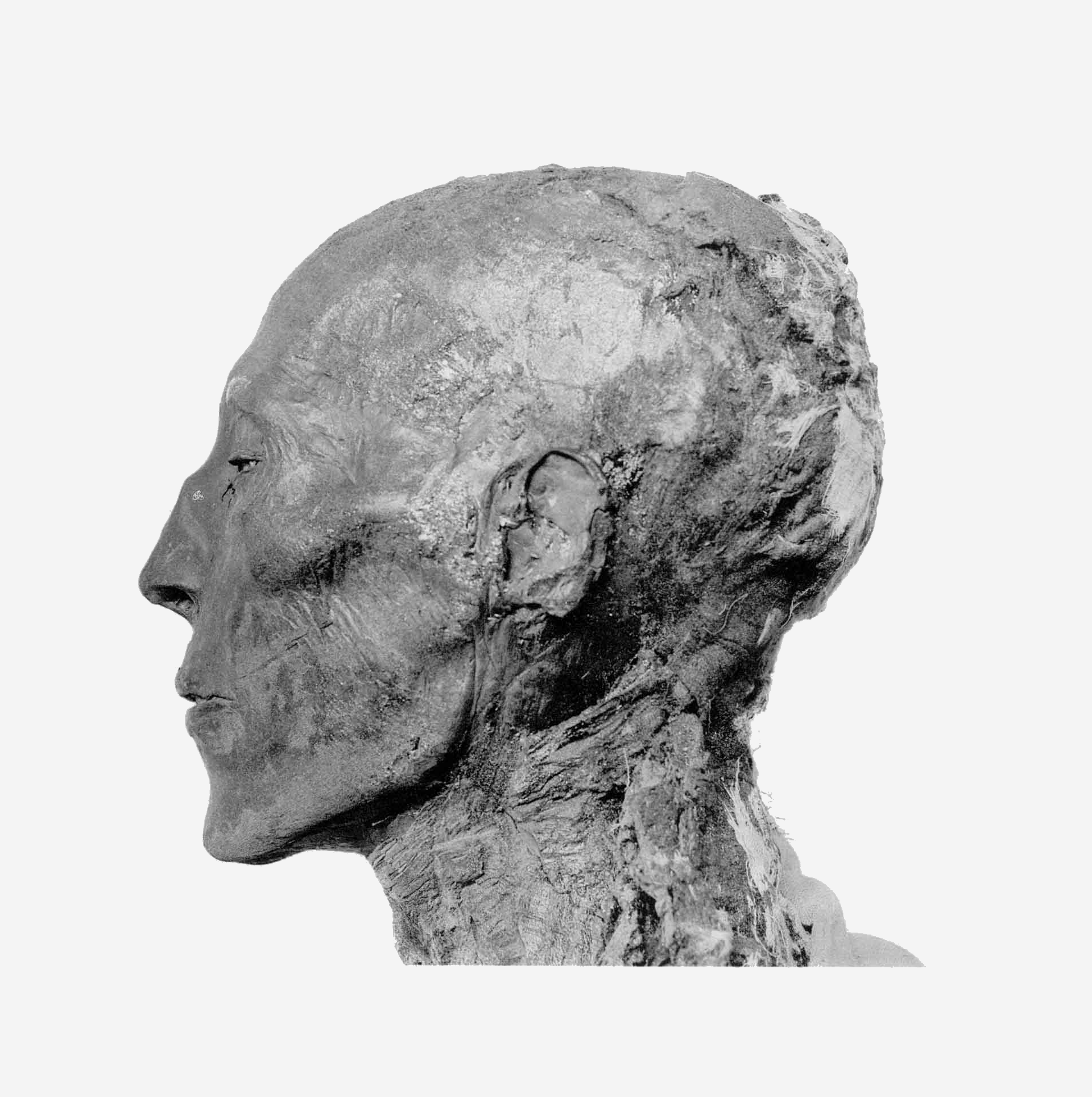
Głowa mumii faraona Setiego I

## Odkrycie
Budowa grobowca trwała 11 lat, ale nie została ukończona w czasie panowania faraona. Malowidła były wykonywane w pośpiechu. Jego odkrycia dokonał w dniu 16 listopada 1817 znany włoski podróżnik Giovanni Battista Belzoni. Wejście do grobowca było dobrze ukryte i pozostawało niezauważone, do czasu kiedy silna ulewa spowodowała osunięcie ziemi, które wydobyło wejście na powierzchnię. Kiedy Belzoni zaraz po tym fakcie wszedł do wnętrza, odkrył ślady grabieży z przeszłości. Alabastrowy sarkofag, który obecnie znajduje się w Anglii, w Sir John Soane's Museum, był pusty, a rozbite wieko odrzucone obok.

## Opis
W różnych miejscach grobowca znajduje się 6 schodów, a w tym jedne sekretne, kilka korytarzy, szyb, fałszywa i prawdziwa komora grobowa, oraz szereg innych pomieszczeń. Jest też korytarz, który prowadzi od komory grobowej w kierunku, który przez długi czas nie był znany. Komory, korytarze i schody są oznaczone literami od A do K w kolejności zgodnej z rosnącą głębokością.
Całkowita długość grobowca wynosi 137,19 m.
Ściany grobowca są całkowicie pokryte malowidłami z różnymi scenami z życia pozagrobowego, których artystyczny poziom wykonania jest niepowtarzalny.
27-stopniowe schody wiodą od wejścia w dół do wrót z kartuszami Seti-Usiri, czyli zmarłego faraona, który stał się Ozyrysem. Od wrót wiedzie jedenastometrowy korytarz o szerokości 2,7 m i wysokości 2,5 m, skierowany w głąb i w dół pod kątem 18° i prowadzący do drugich wrót. Od nich do trzecich wrót prowadzi zejście po schodach o 25 stopniach, od których dalej prowadzi pochylony korytarz o długości 11 m. Na jego końcu znajduje się sala E o wymiarach 4,2 × 3,6 m, w której, za czasów Belzoniego, znajdowała się głęboka, pionowa studnia. Za nią stała ściana pokryta hieroglifami. Wyglądało na to, że tam kończył się grobowiec. Jednakże dla Belzoniego podejrzanym wydał się dźwięk, powstający podczas uderzania w ścianę. Nakazał zasypać studnię i przebić ścianę.
Pierwsza sala (F) za nią leżała pół metra niżej i miała 7,9 m długości i 7,5 m szerokości, a strop był podtrzymywany przez 4 kolumny. Wszystkie znajdujące się wcześniej wrota, schody i korytarze pokryte były hieroglifami i malowidłami, które stanowiły jedną kompozycję, rozpoczynającą się przy pierwszych wrotach i podążającą do odkrytej sali, a potem kontynuowaną w niej i wszystkich następnych pomieszczeniach. Wszystkie elementy namalowane były na warstwie cienkiego, żółtawego stiuku i przedstawiały wędrówkę duszy przez świat umarłych, dopóki nie dotarła do kwitnących pól Jaru w „domu słońca”. Na poszczególnych scenach widać, jak faraon zatrzymuje się przed różnymi bóstwami podziemnego świata, do których przybywa na łodzi słońca. Wśród niewyjaśnionych dotychczas symboli można wyróżnić procesję ludzi niosących gromadnie długiego węża.

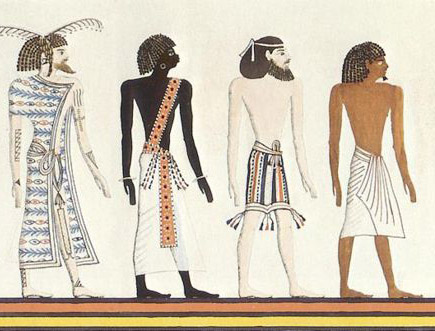
Wizerunki Libijczyka, Nubijczyka, Semity i Egipcjanina z grobowca Setiego I

Następnie ukazana jest procesja 16 mężczyzn, po czterech w grupie, podchodzących do Horusa. Byli to przedstawiciele czterech znanych Egipcjanom narodów: Egipcjan, Semitów, Nubijczyków i Libijczyków. Ci ostatni ubrani byli w długie szaty z piórami na głowie.
Cztery stopnie schodów poniżej pierwszej sali leży komora Fa o długości 8,1 m i szerokości 7,2 m. Znajdują się w niej tylko dwie kolumny, a malowidła na ścianach nie są ukończone. Pierwsze kontury zostały narysowane przez uczniów czerwoną farbą, a poprawki mistrza czarnym ołówkiem. Uwagę zwraca portret Setiego I. Za tą salą nie ma kontynuacji grobowca, ale z poprzedniej sali (F) z czterema kolumnami, z lewej strony od wejścia, odchodzą w dół 18-stopniowe schody, prowadzące do 11-metrowego korytarza G. Ściany tego przejścia zdobią malowidła ilustrujące kult umarłych i mity na temat życia pozagrobowego.
Korytarz jest zakończony wrotami, na ich pilastrach przedstawiony jest faraon na złotym tronie w wojennym rynsztunku. Sześć stopni poniżej wrót znajduje się niewielka antykamera (I), w której znajduje się wyobrażenie władcy, stojącego przed boginiami Hathor i Izydą oraz bogami Horusem, Anubisem, Ozyrysem i Ptahem.

### Komora grobowa J

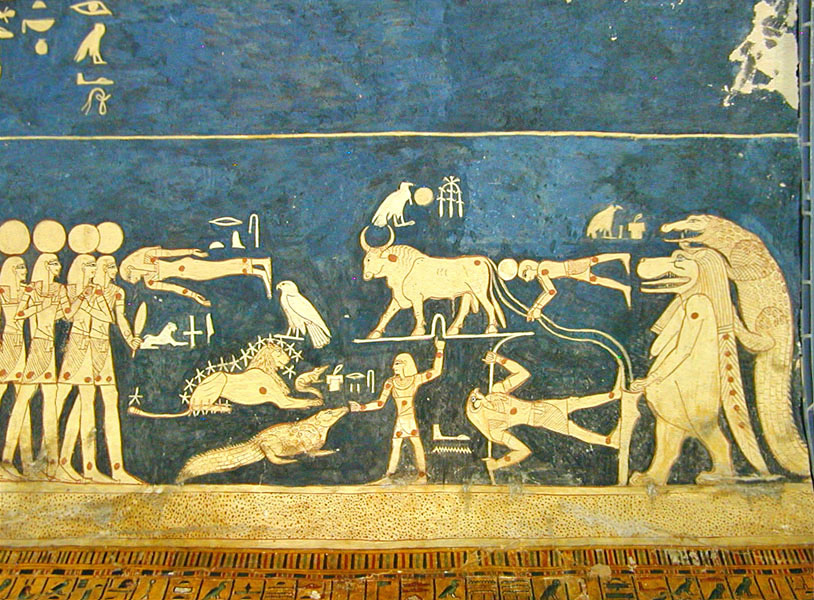
Symbole astronomiczne na suficie grobowca Setiego I

Z komory wejściowej wchodzi się do obszernej sali z sześcioma kolumnami (7,8 × 7,5 m), do której przylega następna, nie oddzielona od niej sala (9 × 7,8 m), której podłoga leży o cztery stopnie niżej od pierwszej, a sufit znajduje się znacznie wyżej. Na suficie przedstawiono gwiazdozbiory krokodyla, hipopotama, lwa i świętego byka. Pośrodku sklepionej sali znajdował się alabastrowy sarkofag o długości 2,85 m, szerokości prawie jednego metra, ze ściankami o grubości 5 cm, pokryty płaskorzeźbami ze scenami tekstów pogrzebowych: Księgi Bram i Księgi umarłych.

### Sala astronomiczna F
Obok znajdują się jeszcze dwie komory z malowidłami. W największej, obok hymnów religijnych, przedstawiony jest szereg prób, którym poddawana jest dusza: próba ognia, miecza i jadowitych węży. Ostateczny cel to tzw. „gwiezdny dom” na sklepieniu „złotej sali” czyli sali z sarkofagiem, na którym przedstawiono wszystkie znane Egipcjanom gwiazdozbiory, planety oraz miejsca wschodu ciał niebieskich.

### Sztolnia końcowa
Za „złotą salą” odkryto nieukończoną komorę o długości 12,6 m i szerokości 5,1 m, której strop spoczywa na 4 kolumnach. Z miejsca, gdzie stał sarkofag, prowadzi w głąb góry korytarz lub sztolnia, skręcająca lekko w prawo i kończąca się w skale. Sztolnię wykonano przypuszczalnie z powodu przewidywanej rozbudowy grobu, ale roboty zostały zarzucone. Najniższy punkt sztolni leży 100 metrów poniżej wejścia do grobowca z wąwozu.

### Wartość sanktuarium Setiego I
Grobowiec Setiego I jest pomnikiem religijnym, ilustrującym wyobrażenia Egipcjan o życiu pozagrobowym. Nocna podróż słońca, pod postacią Ra-Atuma jako władcy, opisana jest w Amduacie, podzielonym na 12 części, odpowiadających 12 godzinom nocy. Słoneczna Barka „Mesektet” w ciągu jednej godziny przybywała jeden Region Nocy. Do czwartej godziny słońce płynęło po wodach niebiańskiego Nilu, znajdującego się w krainie Nut, która co wieczór połykała Atuma na zachodnim horyzoncie. Dalej, w czwartej godzinie, słońce wstępuje do królestwa Sokara, przenosząc się do podziemnej krainy Ro-Setau. Od tej chwili bogowie ciągną wśród ciemności barkę po piaskach krainy Ro-Setau do końca nocnej podróży. Podstawowym znaczeniem tych rytualnych scen jest osiągnięcie przez faraona własnego ciała, by ponownie odzyskać energię życiową i powrócić do życia.

## Galeria

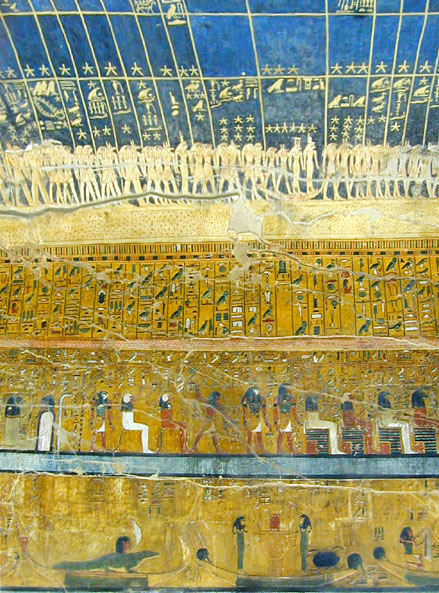
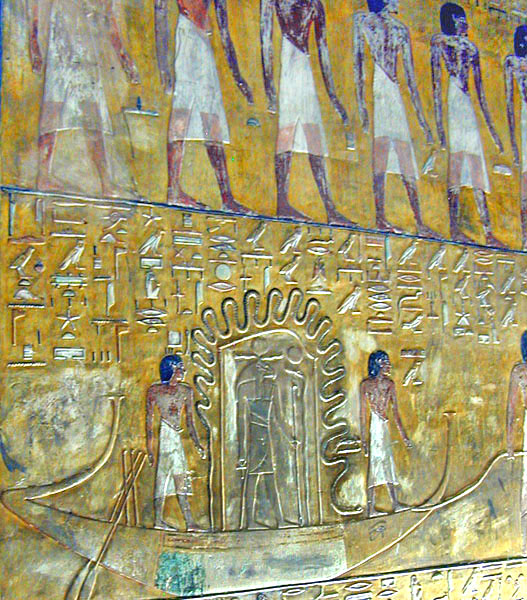
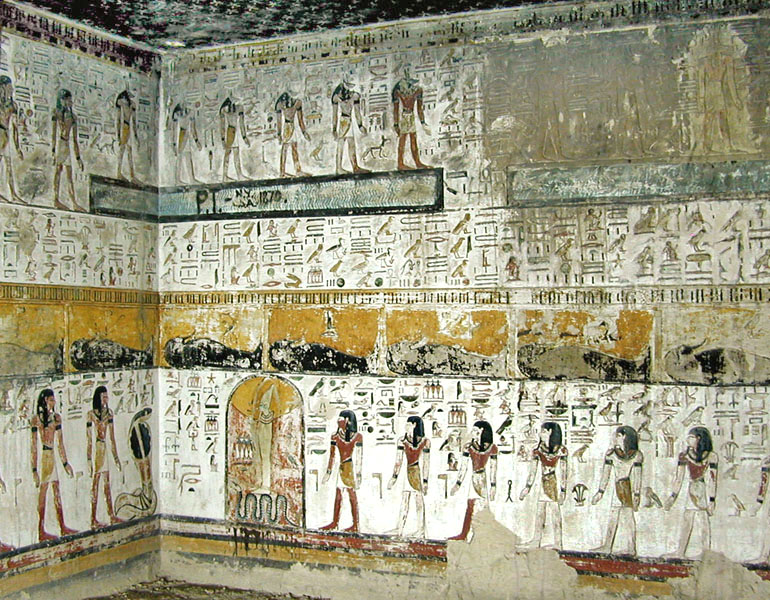